# Финляндия 1920-х годов
В 1920-е годы Финляндия была сельскохозяйственным обществом с населением более трёх миллионов человек и молодой независимой республикой. Десятилетие было знаменательным временем объединения в Финляндии, когда люди, разделённые Гражданской войной, были объединены социальными реформами. В отличие от Гражданской войны, в 1920-е годы либеральная буржуазия и умеренные социал-демократы гармонично сотрудничали, что привело к принятию закона об обязательном образовании и свободе вероисповедания.
20-е годы ознаменовали сильную и динамичную фазу обновления в умах финнов в целом. Десятилетие было временем модернизма, когда люди чувствовали, что живут в промежуточном пространстве на пути от старого к новому. Современная городская жизнь характеризуется изменившимся ритмом жизни, центральным положением денег и потребления, массовыми развлечениями, повышенным психическим раздражением. Литература, музыка и кино представили современный и альтернативный мир, подчеркнув не традиционность и контраст с ценностями конца 19 века. Валовой внутренний продукт вырос, а автомобили и радио, среди прочего, стали более распространёнными.

## Политическая ситуация в Финляндии.
К началу двадцатых годов Финляндия всего чуть более двух лет была независимым государством, и в стране совсем недавно (в 1918 году) велась гражданская война. Разделение на красных и белых во время Гражданской войны было ещё в силе. Правые считали его средством защиты общества и считали такое отношение нейтральным, тогда как рабочее движение воспринималось как разрушительное. Правые были вынуждены отказаться от монархии как тяжёлое поражение. Политические условия рабочего движения в начале 1920-х гг. еще отражали итоги Гражданской войны.

### Внешняя политика и идеология
Тартуский мирный договор был подписан между Финляндией и Советской Россией в 1920 году . Согласно договору к Финляндии отошли восемь губерний бывшего княжества Финляндского: Нюландская, Або-Бьернеборгская, Выборгская, Санкт-Михельская, Куопиосская, Вазасская, Улеаборгская и Тавастгусская. Помимо своей бывшей территории, Финляндия приобрела у Лапландии Петсамо, который соединял страну с Северным Ледовитым океаном. Несмотря на мир, отношения с Советской Россией воспринимались как сложные на протяжении 1920-х годов. До 1935 года проводилась политика периферийных государств, подразумевавшая сотрудничество Финляндии, Польши и стран Балтии для нейтрализации угрозы со стороны Советского Союза.
Финские «братские войны» велись в окрестностях Финляндии с 1918 по 1922 год . Всего в войнах принимало участие около 9 000 добровольцев. Для продвижения племенной идеи были созданы различные организации, такие как Карельский гражданский союз, Ингерманландский союз и Академический племенной клуб. После подписания Тартуского мирного договора Финляндия отказалась от своих мечтаний о присоединении к Восточной Карелии, но волнения на границе продолжались. В 1921 году в Восточной Карелии вспыхнуло восстание против советской власти, около 500 добровольцев покинули Финляндию, чтобы сражаться. По мнению Финляндии, причиной восстания было то, что Советская Россия не создала самоуправление Восточной Карелии, обещанное Тартуским мирным договором.
Попытки Аландских островов присоединиться к Швеции уменьшили разрыв между Финляндией и Швецией. Шведоязычные жители материковой Финляндии выступали за предоставление Аландам обширного самоуправления. Дело было передано в Лигу Наций в 1919 году, и согласно решению, принятому в 1921 году, Аландские острова остались в составе Финляндии, вопреки желанию большинства аландцев.

### Партии и Эдускунта
Парламентские выборы проводились в 1922, 1924, 1927 и 1929 годах. Крупнейшими партиями в порядке были Финская социал-демократическая партия, Аграрный союз и Национальная коалиционная партия. 3 августа 1923 года были арестованы офицеры Финской (Социалистической) рабочей партии, занявшей четвертое место на выборах 1922 года. Аресты и запрет партии были оправданы, в частности, предполагаемыми связями с нелегальной КПФ . В следующем году сторонники расформированной организации создали Социалистическую рабоче-мелкофермерскую избирательную организацию, которой разрешили действовать до лета 1930 года. К концу десятилетия популярность Аграрного союза выросла, поскольку Коалиция потеряла места. 1920-е годы были отмечены политическими противоречиями в Финляндии, одной из причин которых было незнание правил игры в парламентской демократии, требовавшей компромиссов. По этой причине правительства часто оставались недолговечными, всего тринадцать за десятилетие.
В 1929 году зародилось праворадикальное движение Лапуа. В 1929–1931 вступили в силу антикоммунистические законы, запрещающие любую политическую деятельность, считавшуюся коммунистической. К концу десятилетия требования профсоюзного движения привели к забастовкам в металлургической промышленности в 1927 году и в портовом секторе в 1928 году. Сторона работодателя набрала около 20 человек для работы в порту 20 000 чернорабочих, так называемая Пихкалинская охрана, которая поддерживала работу портов.

### Голосование
Для голосования на выборах 1906–1944 годов требовалось, чтобы гражданину Финляндии исполнилось 24 года до начала года выборов. Женщины имели право голосовать и баллотироваться на выборах с 1906 года. Однако не все финские граждане, соответствующие возрастному критерию, были допущены к голосованию: например, те, кто постоянно проживал на попечении бедняков, не платил налоги, был объявлен под опекой, утратил гражданское доверие, был приговорен к тюремному заключению, а также были госпитализированы или помещены в служебное помещение без права голоса.

## Население

### Распределение и изменение населения
Население Финляндии учитывалось в 1920-е гг. как по церковным спискам, так и по книге учёта населения. Прирост населения Молодой республики был умеренным: по данным переписи, в 1920 г. оно составляло около 3,1 млн человек, а к концу десятилетия достигло 3,4 млн человек. Самым густонаселенным на Западе был Выборгский уезд, где проживал примерно каждый шестой финн. Провинции Турку и Пори, а также Вааса и Уусимаа боролись за звание второго по численности населения уезда.
В 1920 году около 543 000 финнов проживало в городах и 2,8 млн в сельской местности. Доля городского населения в то время составляла около 16 процентов. В 1928 году в городах проживало около 637 000 финнов и почти три миллиона в сельской местности. Доля городского населения возросла примерно до 18 процентов. Большинство городов были небольшими: в 1928 г. крупнейшими городами были Хельсинки (227 000 жителей), Турку (64 000 жителей), Выборг (54 000 жителей), Тампере (54 000 жителей), Вааса (25 000 жителей), Куопио (24 000 жителей) и Оулу (23 000 жителей).
Урбанизация и рост благосостояния снизили рождаемость, а смертность снизилась по мере развития медицины и улучшения доступности продовольствия. Это означало изменение возрастной структуры населения с пирамиды на квадрат; детей было меньше, а взрослые жили дольше.  Коэффициент рождаемости составлял около 25 на тысячу в начале 1920-х годов и чуть более 21 на тысячу в конце десятилетия. Смертность была выше, чем в настоящее время, но явно ниже, чем в XIX веке, например: от 13 до 16 на тысячу. Младенческая смертность была высокой, но снижалась: в начале 1920-х годов почти каждый десятый живорождённый умирал до достижения первого возраста. В конце десятилетия соответствующий показатель составлял около 85 на тысячу, что, однако, было уже примерно на треть ниже, чем в первом десятилетии 20 века . Уже в начале 1920-х годов только около 75% родившихся живыми достигли совершеннолетия, а к 1930-м годам их доля уже возросла до 85%. Продолжительность жизни мальчиков, переживших первый год жизни, составила 48,3 года в период 1911–1920 гг. и 57,5 года в период 1931–1935 гг. Соответствующая ожидаемая продолжительность жизни девочек составляла 53,6 года в период 1911–1920 гг. и 61,8 года в период 1931–1935 гг.
В 1920 году около 88,7% финнов родным языком был финский, а шведский — 11%. Почти пятая часть городского населения говорила на шведском как на родном языке, в то время как сельские районы Внутренней и Северной Финляндии почти полностью говорили по-фински. Уровень образования населения был низким; 109  000  (5,3%) человек в возрасте 15 лет и старше получили среднее образование в 1920 г. В том же году около 70 человек старше 15 лет были грамотными; горожан 90% и 65% сельского населения. В 1920 году Финляндская евангелическо-лютеранская церковь насчитывала 98,1 члена. Православного населения было 1,7 процента.
Население и площадь по уездам по данным переписи населения 1920-х и 1930-х годов. Площади с 1930 г.
|                             | 1920 г.   | 1930 г.   | Изменения | Площадь (км²) | Площадь земли (км²) | Жители / земля-км² в 1930 году |
| Нюландская губерния         | 416 187   | 480 141   | +15,4 %   | 12 139        | 11 364              | 41,9                           |
| Або-Бьёрнеборгская губерния | 462 550   | 489 458   | +5,8 %    | 22 874        | 21 745              | 22,7                           |
| Тавастгусская губерния      | 349 666   | 370 311   | +5,9 %    | 20 970        | 17 448              | 21,4                           |
| Выборгская губерния         | 528 908   | 587 644   | +11,1 %   | 43 115        | 31 265              | 18,3                           |
| Санкт-Михельская губерния   | 196 317   | 198 468   | +1,1 %    | 23 288        | 16 612              | 12,0                           |
| Куопиоская губерния         | 344 240   | 366 934   | +6,6 %    | 44 096        | 36 220              | 10.1                           |
| Вазаская губерния           | 456 138   | 481 773   | +5,6 %    | 41 348        | 38 328              | 13,8                           |
| Улеа́боргская губерния       | 330 674   | 386 314   | +16,8 %   | 178 945       | 168 970             | 2.2                            |
| Аландские острова           | 20 423    | 19 705    | -3,5 %    | 1 442         | 1 426               | 16,3                           |
| Финляндия                   | 3 105 103 | 3 380 748 | +8,9 %    | 388 217       | 343 378             | 9,9                            |

### Эмиграция
Миграция из Финляндии в США замедлилась в начале 1920-х годов, когда в США вступили в силу миграционные квоты для конкретных стран. Между 1924 и 1929 годами 28 человек переехали из Финляндии в Северную Америку. 28 000 человек. Больше всего следовали Австралия и Новая Зеландия (1000) и Швеция (1000). 450 человек переехали в Советский Союз из Финляндии, кроме того, в 1920-1930-х годах было около 5 американских «возвращенцев». 5 000–12 000.

## Экономика
В 1920-х годах Финляндия была очень аграрным обществом. В 1920 г. сельское хозяйство составляло 70% экономической структуры Финляндии, а перерабатывающая промышленность — немногим более 11%. Различия в структуре экономики между регионами были большими. В сельской местности многие отрасли промышленности полностью слились с сельским хозяйством, например, жилые дома строились сами или с работой, а гужевой транспорт леса, молока и зерна, среди прочего, был неотъемлемой частью сельского хозяйства. Сельская пищевая промышленность также была простой, смешанной с сельским хозяйством, например, помолом зерна, намазыванием масла, забоем животных, солением или копчением мяса. Банки, страховые компании и бизнес-услуги еще полностью отсутствовали в структуре сельского хозяйства. Сельский сектор обслуживания состоял в основном из домработниц и нянек, а также учителей. В деревне было мало больниц, и больных и рожениц лечили дома.
Хельсинки, с другой стороны, был в значительной степени промышленно развитым и сферой обслуживания: в 1920 году на долю промышленности и услуг приходилось около четверти экономической структуры, а на торговлю - около 15 процентов. В Финляндии уделялось внимание развитию деловой жизни и предпринимались усилия по укреплению национальной культуры и самобытности. Представители пищевой промышленности, среди прочих, стремились узнать о выставке в Германии . Повышение жизненного уровня произошло в основном за счет улучшения жилищных условий и серийного производства товаров народного потребления. Уровень жизни также был распределен более равномерно; В 1920 году парламент ввел прогрессивный подоходный налог, хотя и с 20-процентным потолком. Валовой внутренний продукт Финляндии рос на протяжении 1920-х годов.
Капиталистическая модель общества в ее американской форме начала оказывать влияние, и, например, большую популярность приобрели путеводители, издаваемые по американской модели. Считалось, что молодому народу Финляндии нужны решительные, предприимчивые и энергичные люди, верящие в свои силы. Увеличилось количество автомобилей, телефонов и радиоприемников. Количество рекламных объявлений также росло в геометрической прогрессии, большинство из них были нацелены на женщин.

## Образование
В 1921 году законом впервые было введено обязательное образование, которое в то время обязывало всех пройти курс начальной школы не менее шести лет. Начальная школа расширилась, поскольку стала более распространённой и в сельской местности.  В 1920-е годы в Финляндии ежегодно открывалось около 145 новых школ. С введением обязательного образования занятость детей сократилась и даже стала невозможной в городах по закону, принятому в 1929 г. В деревне дети по-прежнему работали параллельно со школой.
Английский язык стали преподавать в школах в качестве факультативного языка, но самым популярным иностранным языком оставался немецкий .
К Хельсинкскому университету присоединились два частных университета: Университет Або Академи в 1919 году и Университет Турку в 1920 году.

## Религии
Деятельность лютеранской церкви была строго внутренней. Ходили разговоры о финском лютеранстве, которое, как считалось, оказало особенно положительное влияние на движения возрождения. Лестадианство, например, начало получать признание как движение возрождения в 1920-х годах. Густав Йоханссон был архиепископом Финской евангелическо-лютеранской церкви на протяжении 1920-х годов. В 1921 году Московский Патриарх Тихон даровал Финляндской Православной Церкви автономный статус, и в том же году она стала следовать григорианскому летосчислению . Чтение светских публичных воззваний в церквях было прекращено в 1925 г.
Религиозными организациями, начавшими действовать в Финляндии в 1920-е годы, были Ротари Интернэшнл, Масонская ассоциация, предшественница Антропософского союза, Финская свободная церковь и Розенкрейцер . В 1920 году 98,1% финна были лютеранами., православие 1,6% и 0,3% других религий. По сравнению со статистикой 1995 года число лютеран уменьшилось на 85,8% человека, а доля неверующих выросла до 12,1% 

## Финские женщины
Увеличение занятости женщин сделало возможной жизнь холостяцкой девушки, которая воспринималась как образ жизни современной женщины. Родилась хлопушка, холостячка или джазовая девушка. Однако, по мнению некоторых, несоответствий в правовом статусе женщин в Финляндии было больше, чем в других странах. Хотя у женщины было много свободы, в то же время они были ограничены остатками старых взглядов. Закон о браке 1929 года требовал возмещения ущерба. По данным опроса 1934 г. % замужних женщин-промышленников работали по найму на протяжении всего брака, за исключением кратковременных отлучек во время родов .

#### использованная литература
1. ↑  1920-luku: yhteiskunta, kulttuuri, arvot ja kulutus. Дата обращения: 19 июня 2022. Архивировано 1 июня 2007 года.
2. ↑  Сулькевич, Семён Израилевич. Административно-политическое строение Союза ССР : (Материалы о территориальных преобразованиях с 1917 г. по 1 июля 1925 г.) / С. И. Сулькевич. — Л. : Гос. изд-во, 1926. — 300 с. Дата обращения: 27 августа 2023. Архивировано 8 октября 2021 года.
3. ↑  Jussi Niinistön Heimosotien historia 1918–1922. Дата обращения: 19 июня 2022. Архивировано 4 февраля 2012 года.
4. ↑  Hentilä 2009, 139—140.
5. ↑  Suomalainen kontrollipolitiikka autonomian ajasta nykyaikaan.
6. ↑  Eduskunta.fi. Дата обращения: 19 июня 2022. Архивировано 27 сентября 2013 года.
7. ↑  Köyhä, kelvoton, kansalainen? Köyhäinapu yleisen äänioikeuden esteenä Suomessa - PDF. Janus 1/2010 s. 5 (PDF:n s. 2), s. 13 (PDF 10) sairaala ja sairasosasto s. 15 (PDF 12), laitokset, kotiäänestys
s. 16 (PDF 13) prosenttiosuus. docplayer.fi. Дата обращения: 18 апреля 2019. Архивировано 18 апреля 2019 года.
8. 1 2 3 4 5  Suomen tilastollinen vuosikirja 1930. Doria. Дата обращения: 19 июня 2022. Архивировано 19 июня 2022 года.
9. 1 2  Suomen tilastollinen vuosikirja 1940. Doria. Дата обращения: 19 июня 2022. Архивировано 10 марта 2016 года.
10. ↑  Suomalaisten siirtolaisuus - lyhyt katsaus. Дата обращения: 19 июня 2022. Архивировано 1 апреля 2008 года.
11. 1 2  Kaskipelloilta palveluyhteiskuntaan - 90 vuotta elinkeinorakenteen muutosta. Tilastokeskus. Дата обращения: 18 апреля 2019. Архивировано 21 апреля 2019 года.
12. ↑  Peruskoulutus maaseudulla. Дата обращения: 19 июня 2022. Архивировано 21 ноября 2011 года.
13. ↑  Satavuotias Suomi – 1920-luku: Suomen itsenäisyys alkaa. Jiipeenetti. Дата обращения: 18 апреля 2019. Архивировано 18 апреля 2019 года.
14. ↑  Kinnunen 2004, sivu 388
15. ↑  Harri Heino: Mihin Suomi tänään uskoo, Ws Bookwell 2002

## внешние ссылки
- Агрикола: Хронология финской истории: 1920-е гг.
- Yle.fi - Живой архив - 1920 г.
- 1920-е годы: общество, культура, ценности и потребление
- Век финского джаза в 1920-е гг.
- Об архитектуре 1920-х годов
- Голубая песня: История финского искусства - Часть 2 - Автопортрет, который нужно было нарисовать 1920-1929 гг.